# Brudzewko
Brudzewko – wieś w Polsce, w województwie wielkopolskim, w powiecie gnieźnieńskim, w gminie Kiszkowo.
Do 2023 miejscowość była częścią wsi Kiszkowo.
W latach 1975–1998 miejscowość administracyjnie należała do województwa poznańskiego.